# Collyria
Collyria (лат. , от др.-греч. κολλύρα «булка из ячменя»; вероятно, по форме бёдер) — род наездников из семейства Ichneumonidae (подсемейство Collyriinae).

## Описание
Мелкие наездники, в длину достигающие 5—8 мм. Род включает в себя 9 видов. распространены в Палеарктике, за исключением одного интродуцированного неарктического вида Collyria coxator.

## Экология и местообитания
Личинки — паразиты пилильщиков.

## Список видов
Список некоторых видов рода:
- Collyria coxator Villers, 1789
- Collyria distincta Izquierdo & Rey del Castillo, 1985
- Collyria iberica Schmiedeknecht, 1908
- Collyria orientator Aubert, 1979
- Collyria trichophthalma Thomson, 1877